# فريد سينوفاتز
ألفريد سينوفاتس (بالألمانية: Fred Sinowatz) (5 فبراير 1929 – 11 أغسطس 2008)، مؤرخ وسياسي نمساوي، ينتمي إلى الحزب الديمقراطي الاجتماعي النمساوي، وشغل منصب مستشار النمسا بين عامي 1983 و1986.عمل وزيرًا للتعليم من عام 1971 حتى 1983 قبل تولّيه رئاسة الحكومة، ثم نائبًا للمستشار بين عامي 1981 و1983.
قدّم سينوفاتس استقالته من رئاسة الحكومة بعد ثلاث سنوات في المنصب عقب فوز كورت فالدهايم في الانتخابات الرئاسية لعام 1986.

## روابط خارجية
- فريد سينوفاتز على موقع الموسوعة البريطانية (الإنجليزية)
- فريد سينوفاتز على موقع مونزينجر (الألمانية)
- فريد سينوفاتز على موقع ديسكوغز (الإنجليزية)
- فريد سينوفاتز على موقع أوليمبيديا (الإنجليزية)